# Polyphylla barbata
Espèce
Statut de conservation UICN

 EN : En danger
Polyphylla barbata est une espèce rare de hannetons endémique de Californie, où elle n'est présente que dans le comté de Santa Cruz. Il n'en existe qu'une seule occurrence sur moins de 6 km2. L'espèce a le statut d'espèce en danger sur la liste fédérale des États-Unis.

## Description
Ce hanneton, d'environ deux centimètres de longueur, est de couleur noire et brune, avec des rayures longitudinales blanches brisées sur le dos. Ses élytres sont recouverts d'une fine couche de poils. La femelle est légèrement plus grande que le mâle. Elle passe la plupart de son temps sous terre, ne sortant que pour s'accoupler avec le mâle. Celui-ci vole entre la mi-juin et la fin juillet, étant le plus actif entre 20h45 et 21h30. Ses ailes émettent un crépitement lorsqu'il vole.
Polyphylla barbata passe la majeure partie de son cycle de vie sous forme de larve souterraine pendant et les adultes peuvent ne pas se nourrir du tout. Les larves se nourrissent probablement de racines de plantes et de champignons mycorhiziens. Le cycle de vie peut être de 2 à 3 ans, mais le stade adulte du coléoptère mâle peut ne durer qu'une semaine et la femelle meurt probablement peu après la ponte.

## Habitat
Ce coléoptère a été décrit pour la première fois en 1938 par l'entomologiste américain Mont Adelbert Cazier (d)  (1911-1995) à partir d'un spécimen de Mount Hermon, dans le comté californien de Santa Cruz. Il est limité aux dunes de Zayante, une région autour du mont Hermon, à Scotts Valley et à Ben Lomond dans les monts Santa Cruz. Cette région abrite également un autre insecte en voie de disparition, la sauterelle à ailes barrées de Zayante (Trimerotropis infantilis (en)).
L'habitat de Polyphylla barbata est la forêt de pins ponderosa et le chaparral, avec des zones sablonneuses ouvertes formant des poches dans les collines volcaniques environnantes. Il existe plusieurs espèces végétales rares et menacées dans la région, notamment la giroflée de Santa Cruz (Erysimum teretifolium (en)), la giroflée de Ben Lomond (Chorizanthe pungens (en) ssp. Hartwegiana ) et le cyprès de Santa Cruz (Cupressus abramsiana).
Plus de 40% de la région des dunes de Zayante a été perdue à cause d'activités humaines telles que le développement et l'extraction de sable. La majeure partie du domaine vital du coléoptère se trouve à proximité d'exploitations d'extraction de sable. La suppression des feux de friches a entraîné une altération de la flore normale de la zone, les plantes résistantes au feu étant remplacées par d'autres espèces.